# Illarion Ivanov
Illarion Ivanov est un homme politique russe. Sous le règne de Fedor III de Russie, il fut Prikase Prosolsky (administrateur au Département de la diplomatie) de 1676 à 1680.